# Claus Pias
Claus Pias (* 1967 in Köln) ist ein deutscher Medienwissenschaftler und Medienhistoriker. Er ist Professor für Medientheorie und Mediengeschichte an der Leuphana Universität Lüneburg.

## Leben
Pias studierte Elektrotechnik in Aachen sowie Kunstgeschichte, Germanistik und Philosophie in Bonn und Bochum. 1993 wurde er wissenschaftlicher Mitarbeiter für Architekturgeschichte an der Bauhaus-Universität Weimar. Drei Jahre später wechselte er zum Lehrstuhl für „Geschichte und Theorie künstlicher Welten“ von Joseph Vogl. Im Jahr 2000 wurde er in Weimar promoviert und 2002 zum Juniorprofessor für „Medientechnik und Medienphilosophie“ an der Ruhr-Universität Bochum berufen. Von 2006 bis 2010 war er Professor für „Erkenntnistheorie und Philosophie der Digitalen Medien“ an der Universität Wien.
Seit dem Wintersemester 2010 lehrt Pias in Lüneburg. Im selben Jahr begründete er das dortige Institut für Kultur und Ästhetik Digitaler Medien (ICAM) an der Fakultät Kulturwissenschaften mit. 2012 war er außerdem Mitgründer des Centre for Digital Cultures und gehört zum Direktorium des Forschungszentrums. Er ist weiterhin Direktor der Kollegforschergruppe „Medienkulturen der Computersimulation“ (Institute for Advanced Studies – mecs). Pias war Direktor des Digital Cultures Research Lab (DCRL, 2017 – 2022). Seit 2010 war er Senior Fellow am Internationalen Kolleg für Kulturtechnikforschung und Medienphilosophie (IKKM) Weimar, am Internationalen Forschungszentrum Kulturwissenschaften (IFK) Wien, am Wissenschaftskolleg Berlin, am Kulturwissenschaftlichen Kolleg des Exzellenzclusters „Kulturelle Grundlagen von Integration“ der Universität Konstanz und bei der Kolleg-Forschergruppe „Bildevidenz. Geschichte und Ästhetik“ an der Freien Universität Berlin. An der Princeton University war er 2017 Visiting Professor. Zudem ist er Mitglied der Graduiertenkollegs „Lose Verbindungen: Kollektivität im urbanen und digitalen Raum“ in Hamburg, „Literatur- und Wissensgeschichte kleiner Formen“ an der HU Berlin und „Kulturen der Kritik“ in Lüneburg.
Claus Pias' Hauptforschungsinteressen sind Medientheorie, Wissenschaftsgeschichte des Mediendenkens sowie Geschichte und Epistemologie der Simulation und der Kybernetik.
Zusätzlich zu seiner Publikationstätigkeit gab er in den Jahren 2003/2004 die gesammelten Protokolle und Dokumente der Macy-Konferenzen (1946–1953) in zwei Bänden heraus. Von 2004 bis 2013 betreute er die Herausgabe der Kritischen Schriften in Einzelausgaben von Hermann Bahr. Gemeinsam mit Joseph Vogl gibt er im Diaphanes-Verlag Zürich/Berlin die medienwissenschaftliche und wissenschaftshistorische Buchreihe »sequenzia« heraus.

## Schriften

### Eigene Werke
- 1996: Geschaute Literatur. Marie von Ebner-Eschenbach und die bildende Kunst, Weimar: VDG
- 2002: Computer Spiel Welten, Zürich/Berlin: diaphanes, ISBN 978-3-935300-47-6 (2. Aufl. 2010)
- 2003: Die Epoche der Kybernetik, Berlin: Alcatel SEL
- 2004: Anna Oppermann in der Hamburger Kunsthalle, Hamburg: Kleine Reihe der Hamburger Kunsthalle
- 2017: Computer Game Worlds, Chicago: Chicago UP, übersetzt von Valentin Pakis, ISBN 978-3-0358-0013-5

### Als Herausgeber
- Dreizehn Vorträge zur Medienkultur (= ('Medien) i. 1). Verlag und Datenbank für Geisteswissenschaft, Weimar 1999, ISBN 3-89739-099-X.
- mit Joseph Vogl, Lorenz Engell, Oliver Fahle und Britta Neitzel: Kursbuch Medienkultur. Die maßgeblichen Theorien von Brecht bis Baudrillard. Deutsche Verlags-Anstalt, Stuttgart 1999, ISBN 3-421-05310-3.
- Neue Vorträge zur Medienkultur (= ('Medien) i. 3). Verlag und Datenbank für Geisteswissenschaften, Weimar 2000, ISBN 3-89739-101-5.
- Cybernetics. = Kybernetik. The Macy-Conferences 1946–1953. 2 Bände. diaphanes, Zürich u. a. 2003–2004;
  - Band 1: Transactions. = Protokolle. 2003, ISBN 3-935300-35-2;
  - Band 2: Essays and documents. = Essays und Dokumente. 2004, ISBN 3-935300-36-0.
- Zukünfte des Computers. diaphanes, Zürich u. a. 2005, ISBN 3-935300-56-5.
- Seit 2004: Hermann Bahr: Kritische Schriften in Einzelausgaben.
- mit Christian Holtorf: Escape! Computerspiele als Kulturtechnik (= Schriften des Deutschen Hygiene-Museums Dresden. 6). Böhlau, Köln u. a. 2007, ISBN 978-3-412-01706-4.
- Abwehr. Modelle. Strategien. Medien. transcript, Bielefeld 2009, ISBN 978-3-89942-876-6.
- mit Wolfgang Coy: PowerPoint. Macht und Einfluss eines Präsentationsprogramms (= Fischer. 18411). Fischer-Taschenbuch-Verlag, Frankfurt am Main 2009, ISBN 978-3-596-18411-8.
- mit Thomas Brandstetter und Sebastian Vehlken: Think Tanks. Die Beratung der Gesellschaft. diaphanes, Zürich u. a. 2010, ISBN 978-3-03734-086-8.
- Was waren Medien? diaphanes, Zürich u. a. 2011, ISBN 978-3-03734-127-8.
- mit Inge Baxmann und Timon Beyes: Soziale Medien: Neue Massen. (2. Medienwissenschaftliches Symposion). diaphanes, Zürich u. a. 2014, ISBN 978-3-03734-748-5.
- Cybernetics. The Macy Conferences 1946–1953. The Complete Transactions. diaphanes, Zürich u. a. 2016, ISBN 978-3-03734-598-6.
- mit Stefan Rieger: Vollstes Verständnis. Utopien der Kommunikation. diaphanes, Zürich u. a. 2016, ISBN 978-3-03734-631-0.
- mit Inge Baxmann und Timon Beyes: Social Media – New Masses. diaphanes, Zürich u. a. 2010, ISBN 978-3-03734-642-6.